# Faro di Kõpu
Il Faro di Kõpu (in estone: Kõpu tuletorn) è un faro situato sulla punta occidentale dell'isola di Hiiumaa in Estonia. Attivo dal 1531, è il secondo faro più antico del mondo fra quelli ancora in attività, preceduto solamente dalla torre Hercules in Spagna.
La portata luminosa del faro è di 26 miglia nautiche (48 km); l'intensità della luce, di circa 2.100.000 candele, lo rende il faro più luminoso al mondo.

## Descrizione
Il faro sorge nel punto più alto dell'isola di Hiiumaa ad un'altezza di circa 68 metri, in mezzo ad un bosco e a circa 1 km dal mare. Elevandosi per 36 metri, la sommità del faro raggiunge l'altezza di 102 metri, che lo rende il faro con la luce più alta di tutto il Baltico. La torre, di forma quadrata, è realizzata usando blocchi di calcare e presenta quattro massicci contrafforti, uno per ciascuno lato. Una piccola scala interna conduce alla sommità del faro.

## Storia

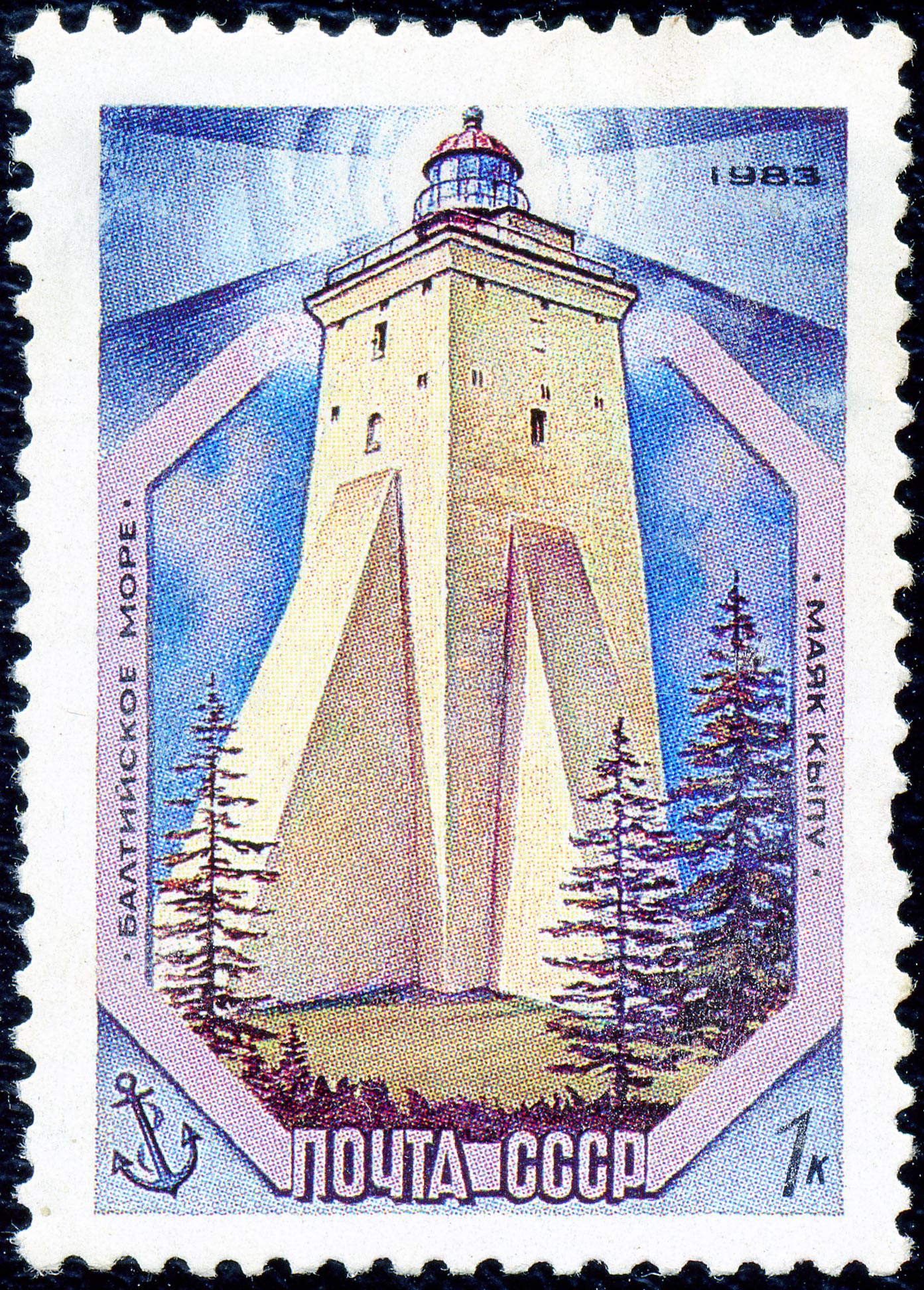
Il faro su un francobollo sovietico

Agli albori del XVI secolo, l'isola di Hiiumaa era attraversata da fiorenti rotte commerciali gestite dalla lega anseatica. Con l'intensificarsi dei commerci e l'aumento del numero delle navi, la costruzione del faro si rese necessaria, per segnalare alcuni pericolosi banchi di sabbia al largo dell'isola. Nel 1500, la città di Tallinn ottenne dal vescovo della diocesi di Ösel-Wiek, di fatto governatore dell'isola, l'autorizzazione alla costruzione del faro. La costruzione vera e propria cominciò nel 1505, ma i lavori si interruppero ben presto a causa dell'arrivo di un'ondata di peste e dalla conseguente carestia. Il faro venne completato nel 1531. Nel corso dei secoli il faro è stato parzialmente ricostruito nel 1659, quando passò sotto il controllo svedese e nel 1810, quando invece l'impero russo divenne egemone nell'isola. Durante il XIX secolo, il faro subì alcuni interventi di modernizzazione, come l'abbandono del fuoco libero in cima alla torre in favore di un sistema a lampade ad olio e specchi. Nel 1900 venne introdotto un nuovo sistema di illuminazione ad acetilene, utilizzato fino all'automatizzazione del faro avvenuta nel 1963. Nel 1997 un faro-radar ha sollevato il faro dal ruolo di supporto alla navigazione. In anni recenti, il faro ha subito diversi interventi di manutenzione: nel 2012 sono state ridipinte le pareti esterne della torre, mentre nel 2020 è stato installato un nuovo sistema di controllo elettronico e una lanterna a tecnologia LED, che ha ridotto i consumi energetici di 10 volte. La lanterna, con un'intensità di 2.100.000 candele, rende la luce del faro di Kõpu la più luminosa al mondo.

## Situazione attuale
Aperto al pubblico dal 1999, nel 2004 è diventato uno dei monumenti protetti del patrimonio culturale estone. Oggi il faro è il simbolo dell'isola di Hiiumaa e uno dei monumenti più famosi e visitati di tutta l'Estonia. Dalla sommità si può godere si un ampio panorama che domina sulla foresta sottostante che si estende fino al mare. Il faro compare nello stemma del comune di Hiiumaa.

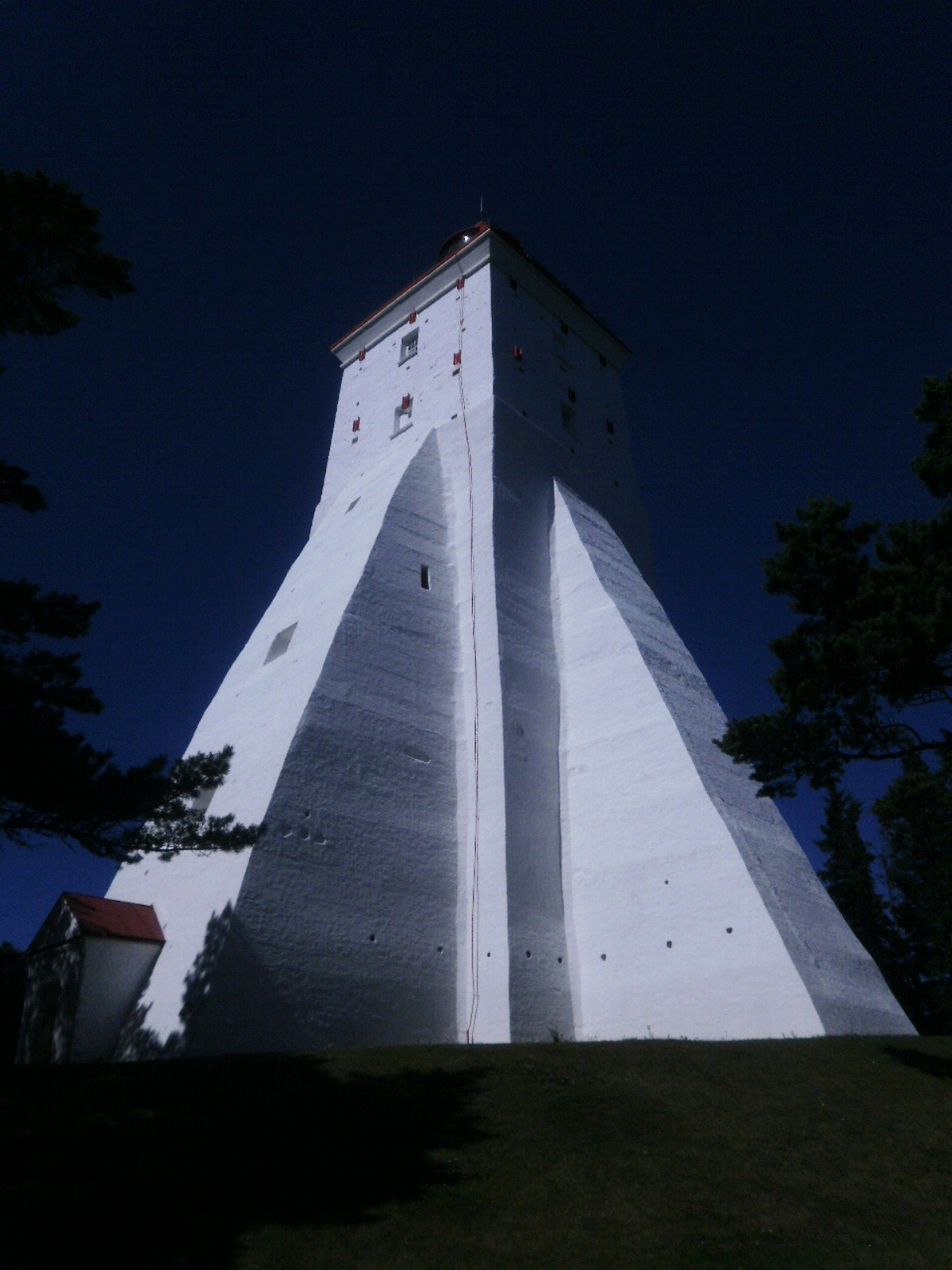
Il faro di notte.